# Maritsa (cràter)
Maritsa és un cràter de l'asteroide del cinturó principal (253) Mathilde, situat amb el sistema de coordenades planetocèntriques a 44.6 ° de latitud nord i 151.5 ° de longitud est. Fa un diàmetre de 2.4 km. El nom va ser fet oficial per la UAI l'any 2000 i fa referència a Maritsa - conca de carbó de Bulgària.